# Richard Martel
Pour les articles homonymes, voir Martel.
Richard Martel, né le 23 mars 1961 à Chicoutimi (Québec), est un entraîneur de hockey sur glace et homme politique canadien. Il passe la majeure partie de sa carrière comme entraîneur pour divers clubs de la Ligue de hockey junior majeur du Québec. Il fait ensuite le saut en politique en étant élu député à la Chambre des communes pour le Parti conservateur du Canada dans la circonscription de Chicoutimi—Le Fjord lors de l'élection partielle du 18 juin 2018. Il est réélu en 2019 et 2021.

## Carrière en hockey sur glace
Richard Martel est entraîneur adjoint, entraîneur-chef et directeur-gérant pendant 21 saisons dans la Ligue de hockey junior majeur du Québec, soit de 1990 à 2011. Il débute dans la LHJMQ comme adjoint de Joe Canale chez les Saguenéens de Chicoutimi, puis est adjoint d'Alain Rajotte avec le Collège français de Verdun en 1992. Il obtient son premier poste d'entraîneur-chef chez le Laser de Saint-Hyacinthe en 1993, et remporte cette année-là son premier trophée Ron-Lapointe comme meilleur entraîneur de la ligue.
En 1995, Richard Martel passe aux Foreurs de Val-d'Or mais est congédié en cours de saison en février 1998, peu de temps avant que les Foreurs ne gagnent la Coupe du président. Il se joint alors au Drakkar de Baie-Comeau où il ajoute la fonction de directeur-gérant à celle d'entraîneur-chef. Il reste à Baie-Comeau jusqu'en novembre 2003, alors que les Saguenéens de Chicoutimi l'engagent comme entraîneur-chef et directeur-gérant après de difficiles négociations avec le Drakkar. Le 28 février 2010, il devient l’entraîneur ayant remporté le plus de matchs en LHJMQ lors de la victoire des Saguenéens de Chicoutimi face aux Drakkar de Baie-Comeau (3-1) avec 570 matchs remportés. Il dépasse ainsi le record de Guy Chouinard.
Richard Martel est congédié par les Saguenéens au cours de la saison 2010-2011. Après plus d'un an d'inactivité, il se tourne vers l'Europe et devient en juillet 2012 entraîneur-chef du club Visby Roma Hockey en Suède. Puis, après deux saisons à Visby, il est engagé par les Brûleurs de loups de Grenoble en France. Il remporte avec le club le championnat de la saison régulière 2014-2015 ainsi que la coupe de la Ligue. Cependant, sa carrière prend brusquement fin quand il est congédié durant les séries éliminatoires à la suite d'un incident le 4 mars où il commande à un de ses joueurs d'attaquer le gardien adverse. Cette action est largement décriée en France où, selon le président de la Fédération française de hockey sur glace Luc Tardif, la culture de violence au hockey sur glace n'est pas présente comme en Amérique du Nord. Ses propres joueurs se rebellent contre lui et lui interdisent l'accès au vestiaire. La présidente du club annonce dès le lendemain que l'entraîneur a perdu son poste.
Cependant, ces allégations de joueurs se rebellant contre leur entraîneur étaient fausses, selon Martel. En réponse à ces rumeurs, il déclare que les histoires ont été amplifiées au Québec, et que les difficultés de l'équipe sont peut-être liées à la gestion et à la négociation de son prochain contrat. Les dirigeants de l'équipe, qui gèrent l'équipe pendant une période de difficultés financières, utilisent peut-être l'intensité de Martel comme un moyen de le pousser vers la sortie. Bien que Martel reconnait sa part de faute dans l'incident, il estime que son style intense, qui avait relativement bien fonctionné au Québec et en Suède, n'est peut-être pas approprié pour la France.
Le 13 avril 2016, Richard Martel devient entraineur-chef des Marquis de Jonquière pendant les demi-finales des séries éliminatoires de la LNAH. Richard Martel reste derrière le banc des Marquis pour la saison 2016-2017 en plus d'assumer la fonction de directeur-général. Pour la saison 2017-2018, il quitte ses fonctions avec les Marquis de Jonquière et devient commissaire de la Ligue nord-américaine de hockey.

### Statistiques
| Saison    | Équipe                        | Ligue        |    | PJ | V  | D | N  | Pr     | % V                  |  | Séries éliminatoires |
| 1993-1994 | Laser de Saint-Hyacinthe      | LHJMQ        | 72 | 35 | 30 | 7 | 0  | 53,5 % | Éliminés au 1er tour |  |                      |
| 1994-1995 | Laser de Saint-Hyacinthe      | LHJMQ        | 72 | 26 | 42 | 4 | 0  | 38,9 % | Éliminés au 1er tour |  |                      |
| 1995-1996 | Foreurs de Val-d'Or           | LHJMQ        | 70 | 39 | 24 | 7 | 0  | 60,7 % | Éliminés au 2e tour  |  |                      |
| 1996-1997 | Foreurs de Val-d'Or           | LHJMQ        | 70 | 40 | 28 | 2 | 0  | 58,6 % | Demi-finalistes      |  |                      |
| 1997-1998 | Foreurs de Val-d'Or           | LHJMQ        | 58 | 29 | 23 | 6 | 0  | 55,2 % |                      |  |                      |
| 1998-1999 | Drakkar de Baie-Comeau        | LHJMQ        | 53 | 17 | 32 | 4 | 0  | 35,8 % | Non qualifiés        |  |                      |
| 1999-2000 | Drakkar de Baie-Comeau        | LHJMQ        | 72 | 31 | 31 | 5 | 5  | 50 %   | Éliminés au 1er tour |  |                      |
| 2000-2001 | Drakkar de Baie-Comeau        | LHJMQ        | 72 | 41 | 23 | 8 | 0  | 62,5 % | Demi-finalistes      |  |                      |
| 2002-2003 | Drakkar de Baie-Comeau        | LHJMQ        | 72 | 50 | 14 | 6 | 2  | 75 %   | Demi-finalistes      |  |                      |
| 2003-2004 | Saguenéens de Chicoutimi      | LHJMQ        | 42 | 23 | 13 | 5 | 1  | 61,9 % | Demi-finalistes      |  |                      |
| 2004-2005 | Saguenéens de Chicoutimi      | LHJMQ        | 70 | 38 | 19 | 6 | 7  | 63,6 % | Demi-finalistes      |  |                      |
| 2005-2006 | Saguenéens de Chicoutimi      | LHJMQ        | 70 | 51 | 15 | 0 | 4  | 75,7 % | Éliminés au 2e tour  |  |                      |
| 2006-2007 | Saguenéens de Chicoutimi      | LHJMQ        | 70 | 34 | 28 | 0 | 8  | 54,3 % | Éliminés au 1er tour |  |                      |
| 2007-2008 | Saguenéens de Chicoutimi      | LHJMQ        | 70 | 37 | 25 | 0 | 8  | 58,5 % | Éliminés au 1er tour |  |                      |
| 2008-2009 | Saguenéens de Chicoutimi      | LHJMQ        | 68 | 24 | 32 | 0 | 12 | 44,1 % | Éliminés au 1er tour |  |                      |
| 2009-2010 | Saguenéens de Chicoutimi      | LHJMQ        | 68 | 26 | 33 | 0 | 9  | 44,9 % | Éliminés au 1er tour |  |                      |
| 2010-2011 | Saguenéens de Chicoutimi      | LHJMQ        | 50 | 18 | 22 | 0 | 10 | 46 %   | Quart de finalistes  |  |                      |
| 2014-2015 | Brûleurs de loups de Grenoble | Ligue Magnus | 26 | 18 | 4  | 0 | 4  | 76,9 % |                      |  |                      |
| 2016-2017 | Marquis de Jonquière          | LNAH         | 40 | 30 | 7  | 0 | 3  | 78,8 % |                      |  |                      |

### Trophées et honneurs personnels
- Ligue de hockey junior majeur du Québec :
  - 1993-1994 : trophée Ron-Lapointe avec le Laser de Saint-Hyacinthe
  - 2004-2005 : trophée Ron-Lapointe avec les Saguenéens de Chicoutimi
  - Record du plus grand nombre de victoires en carrière pour un entraîneur (depuis 2011) : 589[13]
- Coupe de la Ligue de hockey sur glace :
  - 2014-2015 avec les Brûleurs de loups de Grenoble
- Ligue nord américaine de hockey:
  - Coupe Vertdure avec les Marquis de Jonquière[14]

## Carrière politique
Après l'annonce de la démission du député libéral Denis Lemieux dans Chicoutimi—Le Fjord, Richard Martel annonce en décembre 2017 qu'il se lance en politique avec le Parti conservateur du Canada. Il est rapidement donné favori, ce alors que les conservateurs étaient arrivés quatrième dans la circonscription lors des élections fédérales de 2015. Martel est recruté par un ancien joueur, Antoine Tardif, qui est l'organisateur en chef du parti au Québec. Martel a déjà été courtisé pour se présenter à la mairie de Saguenay ainsi qu'à l'Assemblée nationale du Québec.
Le 18 juin 2018 il est largement élu député, obtenant 52,7 % des suffrages et plus de 5 500 voix d'avance sur sa plus proche concurrente, la libérale Lina Boivin. Il est réélu lors des élections de 2019, quoiqu'avec une majorité réduite à 834 voix face à la candidate du Bloc québécois.
En septembre 2018, Richard Martel est nommé porte-parole associé de l'opposition officielle pour la défense nationale.
En 2020, Martel soutient Erin O'Toole lors des élections à la chefferie du Parti conservateur du Canada. Citant « son aplomb, son assurance, sa vivacité d’esprit et sa capacité à convaincre et à débattre », Martel déclare qu'Erin s'intéresse aux questions importantes pour le Québec et sa région en particulier, comme le GNL Québec, et que ces facteurs clés le motive à soutenir O'Toole. Il finit par faire extrêmement bien au Québec et par remporter la chefferie du parti.
Le 2 septembre 2020, le chef conservateur Erin O'Toole annonce que Martel sera le lieutenant du parti au Québec, succédant à Alain Rayes. Martel travaille en étroite collaboration avec O'Toole et participe également avec lui à des tournées dans la région. Cependant, après une performance décevante aux élections de 2021 où le parti n'arrive pas à faire élire de nouveau député au Québec, il perd ce rôle au profit du député de Richmond-Athabaska Alain Rayes.
Richard Martel est réélu lors des élections de 2021 avec plus de 2 800 voix d'avance sur la candidate bloquiste Julie Bouchard.

### Controverses

#### Refus d'aide pour les réfugiés
Au mois de décembre 2022, le député fait les manchettes pour avoir refusé catégoriquement d'aider une famille de réfugiés salvadoriens menacée d'expulsion bien qu'ils soient établis dans son comté. Le député défend sa décision en les qualifiant de réfugiés illégaux parce que, selon lui, ils sont entrés au pays par le chemin Roxham. Alors que ses propos sont dénoncés à travers le reste de la classe politique, le député choisit de maintenir sa position, affirmant qu'il refera la même chose si un nouveau cas similaire lui est présenté. La famille trouve finalement de l'aide chez le député bloquiste Mario Simard de la circonscription voisine de Jonquière, et a pu rester au pays.